# Jihomoravský krajský přebor 1983/1984
V soubojích 24. ročníku Jihomoravského krajského přeboru 1983/84 (jedna ze skupin 5. fotbalové ligy) se utkalo 28 týmů (po 14 ve dvou skupinách A a B) každý s každým dvoukolovým systémem podzim–jaro. Tento ročník začal v srpnu 1983 a skončil v červnu 1984.
Po sezoně 1982/83 proběhla reorganizace krajských soutěží. V období 1983/84 – 1985/86 byl Jihomoravský krajský přebor rozdělen na skupiny A a B po 14 účastnících. I. A třída (6. stupeň) a I. B třída (7. stupeň) byly zrušeny. Jako 6. stupeň byla zavedena Jihomoravská krajská soutěž, hraná v 6 skupinách: A, B, C, D, E a F. Sedmou nejvyšší soutěží byly v sezonách 1983/84, 1984/85 a 1985/86 Okresní přebory, často též rozdělené do skupin.

## Nové týmy v sezoně 1983/84
- Z Divize D 1982/83 sestoupilo do Jihomoravského krajského přeboru mužstvo TJ Slavia Kroměříž a bylo zařazeno do skupiny B.
- Skupina A: Z Jihomoravského krajského přeboru 1982/83 sem přešlo 8 mužstev: TJ Spartak ČKD Blansko, TJ Modeta Jihlava, TJ BOPO Třebíč, TJ RH Znojmo, TJ Spartak Jihlava, TJ Sokol Kostice, TJ Sokol Lanžhot a TJ Spartak Třebíč. Z I. A třídy Jihomoravského kraje – sk. A 1982/83 postoupilo prvních 6 mužstev: TJ Pálava Mikulov (vítěz skupiny A), TJ Sokol Žabovřesky (2. místo), TJ Moravská Slavia Brno (3. místo), TJ Sokol Šlapanice (4. místo), TJ Baník Zbýšov (5. místo) a TJ Sokol Bystrc-Kníničky (6. místo).[2]
- Skupina B: Z Jihomoravského krajského přeboru 1982/83 sem přešlo 7 mužstev: TJ Spartak Hulín, TJ Baník Ratíškovice, VTJ Kroměříž, TJ Dolní Němčí, TJ Veselí nad Moravou, TJ OP Prostějov a TJ Gottwaldov „B“. Z I. A třídy Jihomoravského kraje – sk. B 1982/83 postoupilo prvních 6 mužstev: TJ Spartak MEZ Brumov (vítěz skupiny B), VTJ Hodonín (2. místo), TJ Jiskra Otrokovice (3. místo), TJ Baník Dubňany (4. místo), TJ Štítná nad Vláří (5. místo) a TJ Sokol Újezdec-Těšov (6. místo).[3]

## Skupina A
Zdroj: 
| Poř. | Tým                          | Z  | V  | R | P  | VG | OG | B  |
| ---- | ---------------------------- | -- | -- | - | -- | -- | -- | -- |
| 1.   | TJ Spartak ČKD Blansko       | 26 | 18 | 3 | 5  | 59 | 22 | 39 |
| 2.   | TJ Modeta Jihlava            | 26 | 16 | 7 | 3  | 42 | 17 | 39 |
| 3.   | TJ BOPO Třebíč               | 26 | 16 | 1 | 9  | 55 | 36 | 33 |
| 4.   | TJ RH Znojmo                 | 26 | 12 | 6 | 8  | 36 | 30 | 30 |
| 5.   | TJ Pálava Mikulov (N)        | 26 | 11 | 6 | 9  | 51 | 47 | 28 |
| 6.   | TJ Baník Zbýšov (N)          | 26 | 11 | 5 | 10 | 36 | 34 | 27 |
| 7.   | TJ Sokol Bystrc-Kníničky (N) | 26 | 8  | 8 | 10 | 38 | 42 | 24 |
| 8.   | TJ Moravská Slavia Brno (N)  | 26 | 7  | 9 | 10 | 28 | 34 | 23 |
| 9.   | TJ Spartak Jihlava           | 26 | 7  | 8 | 11 | 37 | 37 | 22 |
| 10.  | TJ Sokol Kostice             | 26 | 8  | 6 | 12 | 30 | 43 | 22 |
| 11.  | TJ Sokol Lanžhot             | 26 | 6  | 9 | 11 | 28 | 38 | 21 |
| 12.  | TJ Sokol Žabovřesky (N)      | 26 | 7  | 6 | 13 | 43 | 50 | 20 |
| 13.  | TJ Spartak Třebíč            | 26 | 8  | 3 | 15 | 31 | 49 | 19 |
| 14.  | TJ Sokol Šlapanice (N)       | 26 | 5  | 5 | 16 | 20 | 55 | 15 |

Poznámky:
- Z = Odehrané zápasy; V = Vítězství; R = Remízy; P = Prohry; VG = Vstřelené góly; OG = Obdržené góly; B = Body; (S) = Mužstvo sestoupivší z vyšší soutěže; (N) = Mužstvo postoupivší z nižší soutěže (nováček)

|  | Baráž o postup do Divize D 1984/85                             |
|  | Sestup do skupin Jihomoravské krajské soutěže I. třídy 1984/85 |

## Skupina B
Zdroj: 
| Poř. | Tým                        | Z  | V  | R  | P  | VG | OG | B  |
| ---- | -------------------------- | -- | -- | -- | -- | -- | -- | -- |
| 1.   | TJ Spartak Hulín           | 24 | 15 | 7  | 2  | 49 | 23 | 37 |
| 2.   | TJ Baník Ratíškovice       | 24 | 14 | 3  | 7  | 48 | 34 | 31 |
| 3.   | VTJ Kroměříž               | 24 | 11 | 7  | 6  | 41 | 20 | 29 |
| 4.   | TJ Gottwaldov „B“          | 24 | 11 | 3  | 10 | 37 | 33 | 25 |
| 5.   | TJ Štítná nad Vláří (N)    | 24 | 9  | 6  | 9  | 34 | 35 | 24 |
| 6.   | TJ Slavia Kroměříž (S)     | 24 | 8  | 8  | 8  | 40 | 42 | 24 |
| 7.   | TJ Spartak MEZ Brumov (N)  | 24 | 9  | 5  | 10 | 35 | 42 | 23 |
| 8.   | TJ Dolní Němčí             | 24 | 10 | 3  | 11 | 28 | 35 | 23 |
| 9.   | TJ Jiskra Otrokovice (N)   | 24 | 9  | 4  | 11 | 28 | 35 | 22 |
| 10.  | TJ Sokol Újezdec-Těšov (N) | 24 | 6  | 10 | 8  | 30 | 39 | 22 |
| 11.  | TJ Veselí nad Moravou      | 24 | 10 | 5  | 9  | 42 | 30 | 19 |
| 12.  | TJ Baník Dubňany (N)       | 24 | 6  | 2  | 16 | 29 | 50 | 14 |
| 13.  | VTJ Hodonín (N)            | 24 | 5  | 3  | 16 | 27 | 50 | 13 |
| 14.  | TJ OP Prostějov            | –  | –  | –  | –  | –  | –  | –  |

Poznámky:
- Z = Odehrané zápasy; V = Vítězství; R = Remízy; P = Prohry; VG = Vstřelené góly; OG = Obdržené góly; B = Body; (S) = Mužstvo sestoupivší z vyšší soutěže; (N) = Mužstvo postoupivší z nižší soutěže (nováček)
- Mužstvo TJ OP Prostějov bylo vyloučeno ze soutěže a jeho výsledky byly anulovány.[5]
- Mužstvu TJ Veselí nad Moravou bylo odečteno 6 bodů.[5]

|  | Baráž o postup do Divize D 1984/85                             |
|  | Sestup do skupin Jihomoravské krajské soutěže I. třídy 1984/85 |

## Baráž o postup doDivize D 1984/85
První utkání mezi Spartakem ČKD Blansko a Spartakem Hulín se hrálo v Blansku a domácí je vyhráli před zraky 2 600 diváků brankou Vlastimila Píchy 1:0. Brankář Eduard Došek kryl pokutový kop.
Druhé utkání se hrálo v Hulíně, Blansko zvítězilo opět 1:0, utkání sledovaly 4 tisíce diváků. Eduard Došek opět chytil Hulínským jeden pokutový kop.
Do Divize D 1984/85 postoupilo mužstvo TJ Spartak ČKD Blansko.